# Villers-Poterie
Villers-Poterie is een dorp in de Belgische provincie Henegouwen, en een deelgemeente van de Waalse gemeente Gerpinnes.
Villers-Poterie was een zelfstandige gemeente, tot die bij de gemeentelijke herindeling van 1977 toegevoegd werd aan de gemeente Gerpinnes.

## Demografische ontwikkeling
- Bronnen:NIS, Opm:1831 tot en met 1970=volkstellingen, 1976= inwoneraantal op 31 december

## Externe links

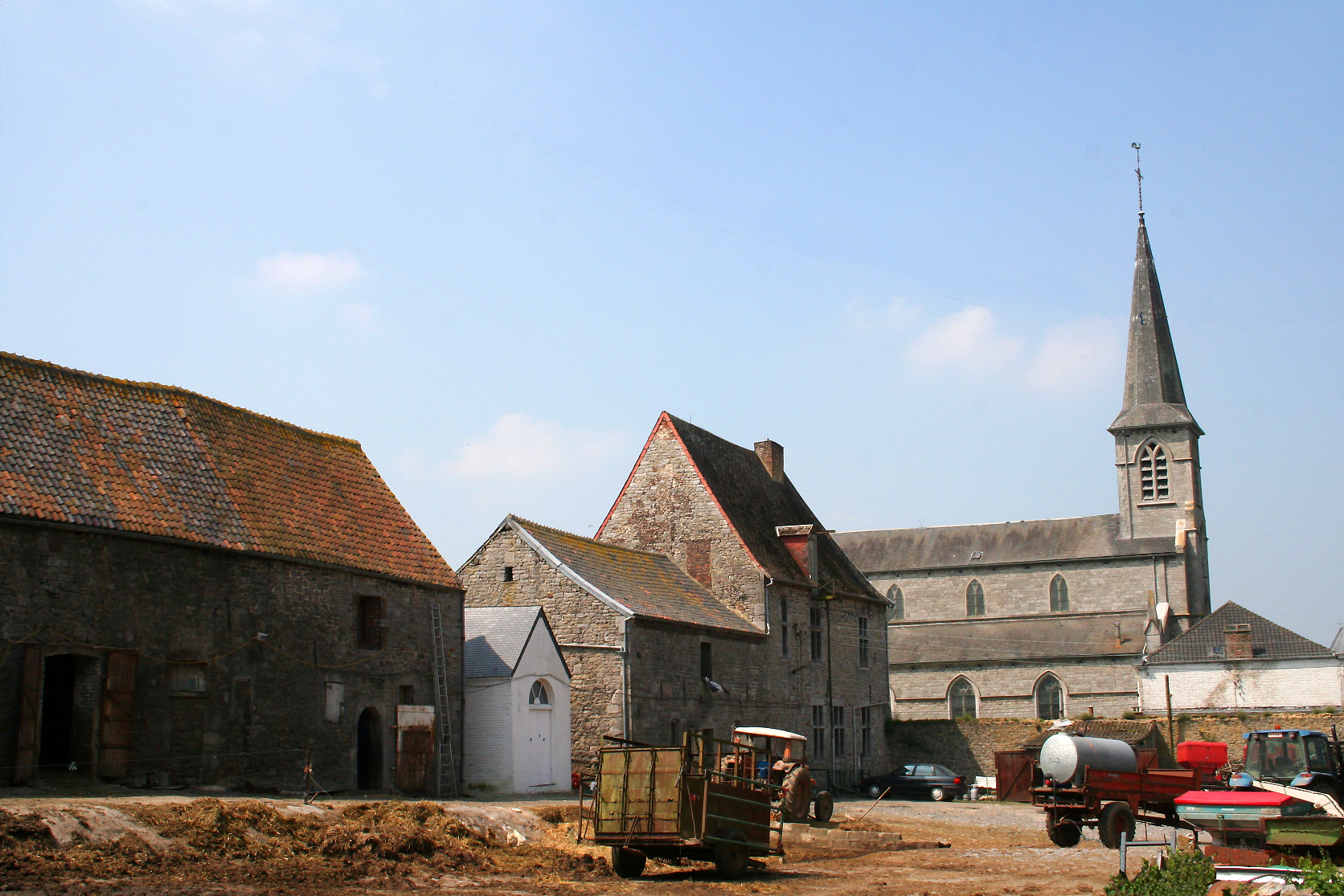
Villers-Poterie